# Daniela Braga

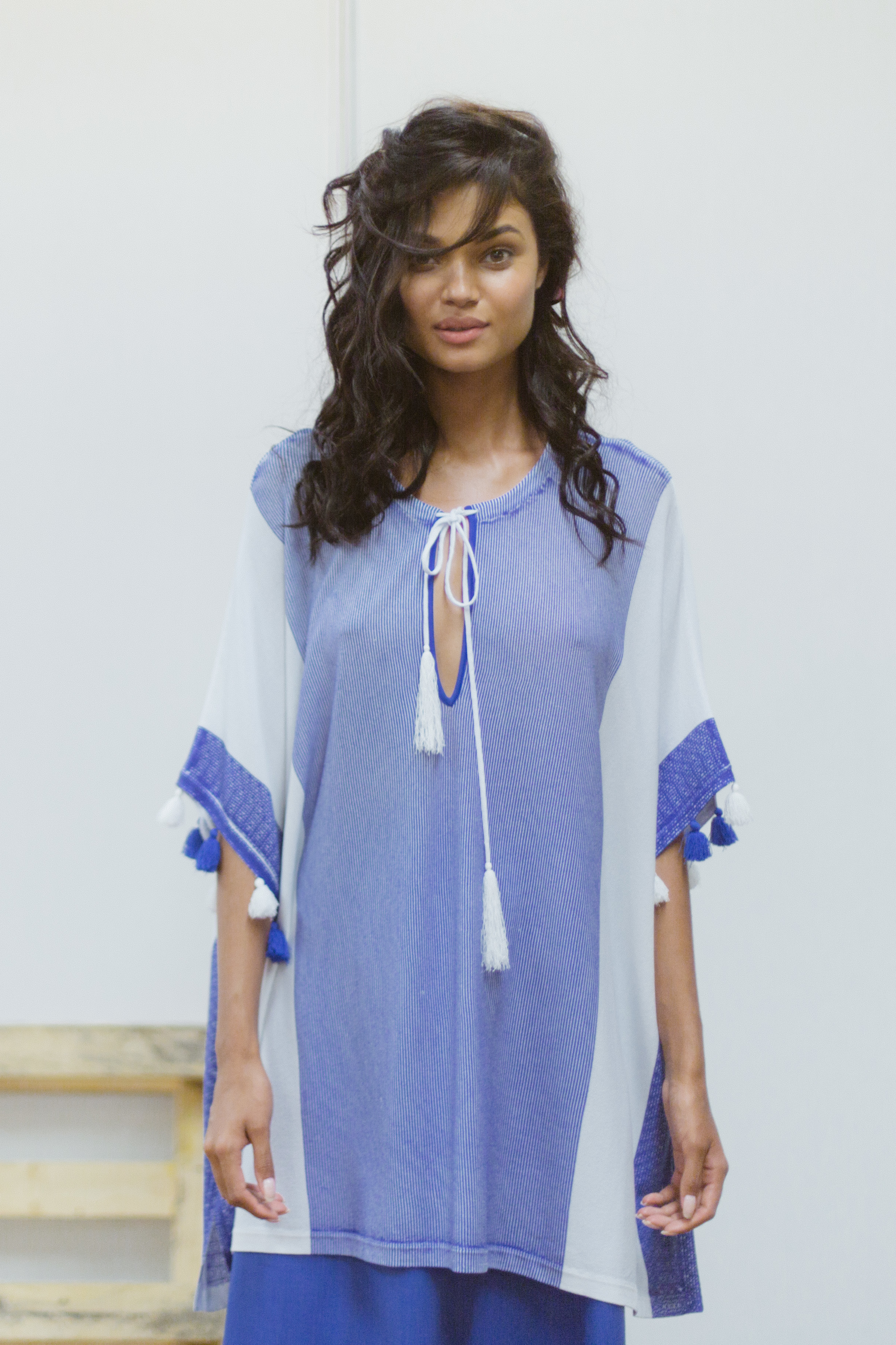
Daniela Braga

Daniela Braga (* 23. Januar 1992 in São Paulo) ist ein brasilianisches Model.
Daniela Braga ist seit 2011 als Model tätig. Sie lief auf Schauen für Givenchy, Max Mara, Paco Rabanne und viele mehr. Als Covermodel war sie auf der Elle und Harper’s Bazaar zu sehen.
Von 2014 bis 2017 lief sie bei den Victoria’s Secret Fashion Shows. Sie ist bei der Agentur Next Management unter Vertrag.